# Caravan (hudební skupina)
Caravan je britská rocková skupina patřící do canterburské scény. Skupinu v roce 1968 založili Pye Hastings (kytara, zpěv), Richard Sinclair (baskytara), Dave Sinclair (klávesy) a Richard Coughlan (bicí). Jedinými stabilními členy zůstali Hastings a Coughlan. Coughlan se skupinou vystupoval i přes svou nemoc až do roku 2013, kdy zemřel. Skupina vydala celkem třináct studiových alb; dodnes posledním je album Paradise Filter z roku 2013.

## Diskografie
Studiová alba
- Caravan (1968)
- If I Could Do It All Over Again, I'd Do It All Over You (1970)
- In the Land of Grey and Pink (1971)
- Waterloo Lily (1972)
- For Girls Who Grow Plump in the Night (1973)
- Cunning Stunts (1975)
- Blind Dog at St. Dunstans (1976)
- Better by Far (1977)
- The Album (1980)
- Back to Front (1982)
- The Battle of Hastings (1995)
- The Unauthorized Breakfast Item (2003)
- Paradise Filter (2013)
- It’s None of Your Business (2021)

Koncertní alba
- Caravan and the New Symphonia (1974)
- BBC Radio 1 Live in Concert (1991)
- Live 1990 (1992)
- Live in Holland: Back on the Tracks (1998)
- Ether Way (1998)
- Live: Canterbury Comes to London (1999)
- Surprise Supplies (1999)
- Live at the Fairfield Halls, 1974 (2002)
- Bedrock in Concert (2002)
- A Night's Tale (2003)
- Nowhere to Hide (2003)
- With Strings Attached (2003)
- The Show of Our Lives: Caravan at the BBC 1968–1975 (2007)
- Recorded Live in Concert at Metropolis Studios, London (2012)

## Členové
Současní členové
- Pye Hastings – kytara, zpěv (1968–1978, 1980–1985, 1990–1992, 1995–dosud)
- Geoffrey Richardson – kytara, viola, housle (1972–1978, 1980–1981, 1995–1996, 1997–dosud)
- Jan Schelhaas – klávesy (1975–1978, 2002–dosud)
- Jim Leverton – baskytara (1995–dosud)
- Mark Walker – bicí, perkuse (2010–dosud)

Dřívější členové
- Richard Coughlan – bicí, perkuse (1968–1978, 1980–1985, 1990–1992, 1995–2013)
- Richard Sinclair – baskytara (1968–1972, 1981–1985, 1990–1992)
- Dave Sinclair – klávesy (1968–1971, 1973–1975, 1980–1985, 1990–1992, 1995–2002)
- Steve Miller – klávesy (1971–1972)
- Derek Austin – klávesy (1972–1973)
- Stuart Evans – baskytara (1972–1973)
- John G. Perry – baskytara (1973–1974)
- Mike Wedgwood – baskytara (1974–1976)
- Dek Messecar – baskytara (1976–1978, 1980–1981)
- Doug Boyle – kytara (1996–2007)
- Simon Bentall – perkuse (1996–1997)
- Jimmy Hastings – flétna, saxofon (1996–1997)